# Greenmount
Greenmount est une communauté de la municipalité de Greenmount-Montrose sur l'Île-du-Prince-Édouard, Canada, au sud de Tignish.